# سيمبليسيو دي كاسترو
سيمبليسيو دي كاسترو (مواليد 13 يناير 1914) هو ملاكم فلبيني، مثّل بلاده في الألعاب الأولمبية الصيفية 1936.

## روابط خارجية
سيمبليسيو دي كاسترو على موقع أوليمبيديا (الإنجليزية)